# R.D. Middlebrook
R. David Middlebrook (født 16. maj 1929 i England, død 16. april 2010 i Californien) var en elektroingeniør-professor ved California Institute of Technology (Caltech).

Han er velkendt indenfor feltet effektelektronik og som en fortaler for design-orienteret kredsløbsanalyse.

## Effektelektronik
Han anses som en af grundlæggerne af feltet effektelektronik.

Han udviklede "middel-switch"-analysemetoden (eng. averaged-switch method of analysis) og andre værktøjer, som er afgørende for design af moderne effektelektronik.

Han var højt respekteret både som forsker og underviser.

Han grundlagde Power Electronics Group ved Caltech. Mange af hans tidligere studerende er førende indenfor feltet effektelektronik i dag, bl.a. Slobodan Cuk, Vatche Vorperian, Dragan Maksimovic og Robert Erickson.
IEEE Power Electronics Society har etableret R. David Middlebrook pris for "outstanding contribution in the technical field of power electronics" i/til hans ære.

Middlebrook var en af grundlæggerne af IEEE Applied Power Electronics Conference (APEC).

## Design-Orienteret Analyse
Dr. Middlebrook var en førende fortaler af "Design-Oriented Analysis" (D-OA) af elektriske kredsløb,

som er en kredsløbsanalyse teknik, der søger at udvikle kredsløbsligninger som er enkle, men fysisk indsigtsfulde. Han udviklede mange af D-OA-værktøjerne inklusiv Extra element theorem og General Feedback Theorem.

Hans mål med D-OA var fundamentalt at ændre måden elektrisk ingeniørvidenskab læres på, ved at fokusere på praktisk design, i stedet for kredsløbsanalyse. Middlebrook argumenterede for at holde kredsløbsanalyse og ligninger så enkle som muligt – og kun tilføje yderligere kompleksitet når eksperimenter viser det er nødvendigt. Mange ingeniører, som har lært D-OA, efter en traditionel elektroingeniør-uddannelse har spurgt hvorfor kredsløbsanalyse ikke bliver lært i skolen ved at anvende Middlebrooks metode.

Han har skrevet adskillige bøger inklusiv An Introduction to Junction Transistor Theory, som hjalp historisk tidlige elektroingeniør til at udtænke praktiske transistor-anvendelser.

## Priser og anerkendelser
Dr. Middlebrook var en Life Fellow ved IEEE – og en Fellow of the IEE (UK). Hans tekniske anerkendelser inkluderer:
- Richard P. Feynman Prize for Excellence in Teaching, 1997; Caltechs højeste underviser pris.
- Edward Longstreth Medal of the Franklin Institute “for udviklingen af Switch-mode-strømforsyninger.” Givet ved Franklin Institute i Philadelphia d. 1. maj 1991.
- Power Conversion International Magazine (PCIM) Award for lederskab indenfor effektelektronik uddannelse, givet ved High Frequency Power Conversion Conference i Santa Clara maj 1990.
- IEEE Millennium Medal, 2000, “in recognition and appreciation of valuable services and outstanding contributions.”
- IEEE Centennial Medal, 1984, “for extraordinary achievement deserving of special recognition.”
- William E. Newell Power Electronics Award for Outstanding Achievement in Power Electronics, presented at the June 1982 IEEE Power Electronics Specialists Conference in Boston.
- Award for Excellence in Teaching, presented by the Board of Directors of the Associated Students of the California Institute of Technology (Caltech) in June 1982.
- I*R 100 Award from Industrial Research Magazine “for one of the 100 Most Significant New Technical Products of the Year” in 1980.